# 聚合性板塊邊緣

圖中箭咀表示板塊的移動方向。當板塊相移近時，就會形成聚合性板塊邊界。

聚合性板塊邊緣（Convergent plate boundary / Destructive plate boundary，又譯大陸匯聚帶、聚合性板塊邊界、破壞性板塊邊界），顧名思義，是指邊界兩旁板塊相移近之處。其動力源自軟流圈中下沉的熔岩對流，乃三種主要板塊邊界之一。由於板塊相撞時產生巨大擠壓力和摩擦力，並形成俯衝帶，產生大量熔岩，故容易觸發地震、火山爆發和海嘯等自然災害。與此同時，亦造出褶曲山脈、海溝、火山、火山島弧等自然地貌。

## 形成和原理

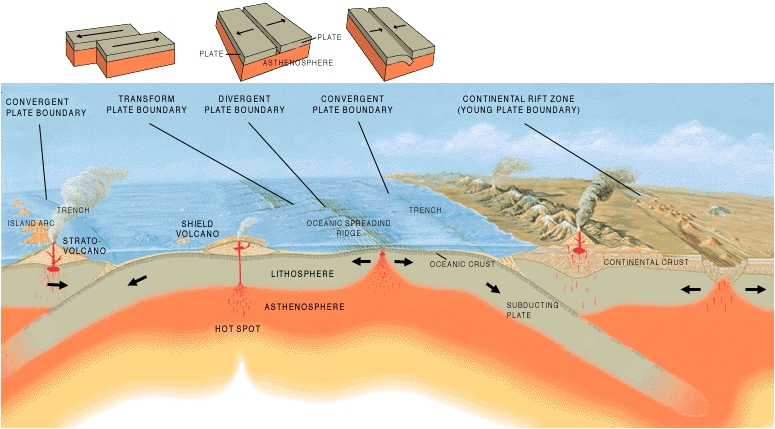
當軟流圈的對流下降時，上方的板塊就會互相移近。圖中伸入軟流圈處就是俯衝帶。

軟流圈中的對流會帶動岩漿流動，當岩漿和板塊間產生摩擦，就會帶動板塊移動。如果對流上升，板塊會相移開，形成擴張性板塊邊緣；若果對流下沉，板塊會相移近，形成聚合性板塊邊緣。

板塊相撞時密度較高的一塊會下沉，使其在板塊邊緣的部分被對面的板塊壓着，形成俯衝帶。俯衝帶會一直伸入軟流圈，然後熔掉，故聚合性板塊邊緣又名破壞性板塊邊界。

## 衍生地形和例子
聚合性板塊邊界產生巨大擠壓力和熔岩，可以形成褶皺山脈(又名褶曲山)、海溝、火山和島弧等地形特徵。另外，亦可能形成逆斷層。
|  |  |  |

當邊界兩旁都是大陸板塊時，兩個板塊均密度不高，不會產生俯衝帶。大陸碰撞的過程產生巨大擠壓力，推高原來的沉积物，形成褶皱山脈。其著名例子包括歐亞板塊和印度板塊碰撞形成的喜馬拉雅山脈，以及歐亞板塊和非洲板塊碰撞形成的土耳其本廷山脈，其中喜馬拉雅山脈上有世界最高峰。
當邊界兩旁都是海洋板塊時，密度較重的一個會隱沒在另一個板塊之下，形成俯衝帶。過程中，會產生一個地形上的凹陷處，稱為海溝。另外，由於產生大量熔掉物質，造就火山活動，故會形成島弧。其著名例子包括太平洋板塊北部和北美洲板塊西北部形成的阿留申群島 , 太平洋板塊、菲律賓板塊和歐亞板塊形成的日本、太平洋的馬里亞納海溝等。
當邊界兩旁分別為大陸板塊和海洋板塊時，密度較重的海洋板塊會被壓在大陸板塊下，形成俯衝帶。過程中，會產生火山、摺曲山脈和海溝等地形。其著名例子包括納斯卡板塊沉入南美洲板塊時形成的安第斯山脈和秘魯－智利海溝。

## 自然災害
板塊移動時會產生巨大力量，可能觸發地震、火山爆發和海嘯。其中在環太平洋火山帶，板塊邊界多為聚合性，亦是世上地震、火山爆發和海嘯最密集的地方之一。

## 外部連結
- USGS New Zealand seismicity